# Elie Karamé
Elie Karamé est un homme politique libanais.

## Biographie
Il fut longtemps militant au sein du parti Kataëb et en gravit tous les échelons, jusqu'à devenir le vice-président de Pierre Gemayel. En 1984, à la suite de la disparition de ce dernier, Karamé accède à la présidence du parti. Pendant les deux années durant lesquelles il fut président du parti, beaucoup de difficultés entravèrent son chemin. Il fut particulièrement proche à l'époque du Président de la République Amine Gemayel et donna l'image de quelqu'un qui appliquait automatiquement les directives de Gemayel, même quand celles-ci étaient rejetées par le bureau politique du parti.
Il fit face aussi à la détérioration des relations entre les Kataëb et leur bras armé, les Forces libanaises, qui gagnèrent en autonomie et en puissance. Il parvient toutefois à compléter son mandat jusqu'en 1986, quand il perdit les élections internes face à Georges Saadeh.
Il s'éloigna progressivement de l'appareil politique de son parti et fonda un groupe informel, « L'Opposition Kataëb », qui resta radicalement antisyrien durant les années 1990. Le groupe d'Elie Karamé boycotta toutes les élections internes au sein des Kataëb, ainsi que les élections législatives, qui auront lieu durant la période de la mainmise syrienne sur le Liban.
En 2001, il intégra le rassemblement de Kornet Chehwane, aux côtés d'Amine Gemayel et d'autres personnalités chrétiennes, puis prit part à la Révolution du Cèdre à la suite de l'assassinat de Rafic Hariri. Il participe toujours aux réunions de l'Alliance du 14 Mars, même s'il a appelé au boycott des élections législatives de 2005, pour protester contre la composition de la liste de Saad Hariri à Beyrouth, lui qui convoitait le siège grec-catholique de la capitale.
Il rejeta la réconciliation qui s'est opéré au sein des Kataëb en 2006 entre le courant d'Amine Gemayel et celui de l'ancien ministre pro-syrien Karim Pakradouni. À la suite de l'assassinat le 21 novembre 2006 de Pierre Amine Gemayel, ministre de l'Industrie, de nouveaux contacts ont été établis pour réinclure au sein du parti Kataëb les partisans d'Elie Karamé ainsi que ceux qui ont rejoint Samy Gemayel, l'autre fils de l'ex-président, dans le cadre du groupe Loubnanouna.